# Japhet N’Doram
Japhet N’Doram (ur. 27 lutego 1966 w Ndżamenie) – czadyjski piłkarz występujący na pozycji napastnika.

## Kariera
Japhet N’Doram jest wychowankiem drużyny Tourbillon FC. Następnie grał w kameruńskim Tonnerre Jaunde. W 1990 przeszedł do francuskiego FC Nantes. Tu przebywał przez siedem sezonów, rozgrywając 173 mecze w lidze. Karierę piłkarską zakończył w AS Monaco.
W 2007 trenował przez pewien okres zespół FC Nantes.